# Bonnetia roraimae
Bonnetia roraimae es una especie perteneciente a la familia Bonnetiaceae. Es originaria de Guyana, Venezuela y Brasil, donde se encuentra en Roraima.

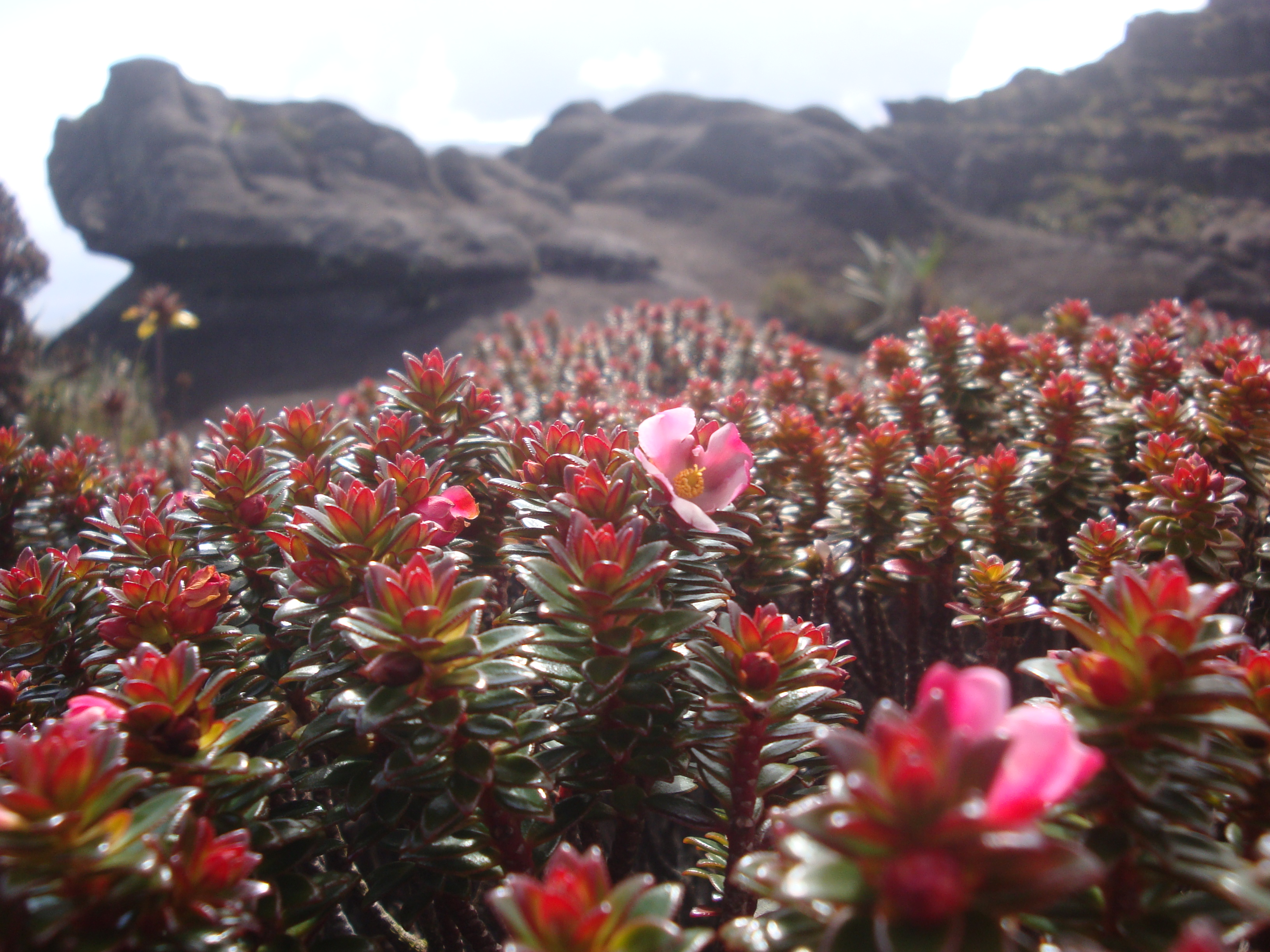
Detalle

## Taxonomía
Bonnetia roraimae fue descrita por Daniel Oliver  y publicado en Transactions of the Linnean Society of London, Botany 2: 272. 1887.